# Bensteinia ramonensis
Bensteinia ramonensis är en orkidéart som beskrevs av Franco Pupulin. Bensteinia ramonensis ingår i släktet Bensteinia och familjen orkidéer.
Artens utbredningsområde är Costa Rica. Inga underarter finns listade i Catalogue of Life.